# Danganronpa Another Episode: Ultra Despair Girls
Danganronpa Another Episode: Ultra Despair Girls (絶対絶望少女 ダンガンロンパ Another Episode?, Zettai Zetsubou Shoujo: Danganronpa Another Episode, Absolute Despair Girls: Danganronpa Another Episode) è un videogioco survival horror per PS Vita. È un altro titolo della serie Danganronpa prodotta dalla Spike Chunsoft, spin off dei titoli principali Danganronpa: Trigger Happy Havoc e Danganronpa 2: Goodbye Despair, e , cronologicamente, si colloca tra gli eventi del primo e quelli del secondo titolo.
Il gioco è stato per la prima volta annunciato durante la conferenza stampa della Sony Computer Entertainment il 9 settembre 2013, con un trailer che ha, inoltre, fatto trapelare l'ideazione di un terzo capitolo della serie di titoli principali. Il titolo è, poi, uscito per la prima volta in Giappone il 24 settembre 2014. Successivamente, quasi un anno dopo, ha raggiunto l'America, il 1 settembre 2015, l'Europa, il 4 settembre, e infine l'Australia il 10 settembre.
Prodotto da Yoshinori Terasawa, col contributo di Yuuichiro Saito e di Kazutaka Kodaka, occupatosi di scrivere la trama, il gioco è diretto da Shun Sasaki, mentre della sceneggiatura, in particolare le scene animate, se ne è occupato Seiji Kishi, direttore già della serie anime adattamento di Danganronpa: Trigger Happy Havoc, Danganronpa: The Animation.

## Trama
Protagonista del gioco è Komaru Naegi (苗木 こまる?, Naegi Komaru), sorella di Makoto, protagonista di Danganronpa: Trigger Happy Havoc, ragazza adolescente che, dopo essere stata rapita dagli Ultimate Disperazione, per 1 anno e mezzo è stata costretta a vivere rinchiusa, senza contatto con nessun'altra persona, in un appartamento a Towa City, una città che, a differenza del resto del mondo, era riuscita a resistere alla disperazione e gli effetti della Tragedia.
Un giorno, sentendo qualcuno bussare alla porta d'ingresso che tenta di entrare, si precipita subito a chiedere aiuto per essere liberata, tuttavia, scopre subito dopo che dall'altra parte vi è un Monokuma che disintegra la porta ed inizia ad inseguirla per ucciderla. La ragazza si precipita disperatamente agli ascensori, da dove arrivano alcuni agenti della Future Foundation, tra cui Byakuya Togami, che usando una Hacking Gun, una pistola a forma di megafono, spara una sfera di energia elettromagnetica che distrugge il Monokuma. Successivamente le spiega che sono giunti lì dopo aver ricevuto una segnalazione anonima che rivelava che qualcuno era tenuto prigioniero in quell'appartamento; il giovane, tuttavia, notando che proprio quando erano arrivati in città, erano iniziati scontri e attacchi di branchi di Monokuma, intuisce che si era trattata di una trappola per attirare e colpire loro della Future Foundation lì. Infatti, poco dopo, una serie di Monokuma irrompe nell'edificio, assalendo gli agenti, e così Byakuya affida a Komaru un'Hacking Gun, e le dice di cercare gli altri agenti che l'avrebbero portata al sicuro.
Dopo essere uscita, Komaru scopre che la città è diventato un campo di guerra, in cui i Monokuma seminano il panico e la distruzione ed uccidono chiunque in cui si imbattono. Spaventata cerca di scappare e trova un elicottero dove la aspettano altri agenti della Future Foundation per portarla via in salvo. Improvvisamente, però, appare un bambino, col volto coperto da un casco a forma di testa di Monokuma, che inizia a cantare e, subito dopo, appaiono alcuni Monokuma che attaccano e sbranano gli agenti. Nella confusione Komaru viene caricata sull'elicottero, tuttavia si scopre che al posto di comando vi è un Monokuma che fa alzare in volo il velivolo e, dopo aver distrutto la leva, lo fa precipitare al suolo. La ragazza riesce a sopravvivere allo schianto e, camminando carponi, scappa prima che l'elicottero esploda, ma quando si accorge di essere circondata da innumerevoli Monokuma, perde conoscenza.
In seguito si risveglia in una stanza, dove scopre esserci un'altra persona (Nagito Komaeda) che si presenta con il nome di Servo, e le rivela che aveva perso conoscenza per 2 giorni, e nel frattempo la città era completamente cambiata ed era stata devastata dai Monokuma. Successivamente le riconsegna l'Hacking Gun, dicendole che ci sono alcune persone che la stanno attendendo. In seguito, scopre che ad aspettarla vi sono i bambini che aveva visto in un notiziario, che si presentano uno ad uno e rivelano di essere i Guerrieri della Speranza (希望の戦士?, Kibō no Senshi, Warriors of Hope), un gruppo a capo dei bambini col casco di Monokuma, i "Monokuma Kids", il cui scopo è uccidere tutti gli adulti di Towa City così da costruire un Paradiso di bambini solo per bambini. Quando poi Komaru si oppone alle loro intenzioni, il gruppo di bambini la definisce un Demone e, mettendole un braccialetto al polso, la rendono una partecipante della Caccia ai Demoni ( Demon Hunting), un gioco in cui i Guerrieri della Speranza avrebbero gareggiato per decidere chi di loro l'avrebbe uccisa per prima con i loro Monokuma.
Dopo essere stata gettata giù, attraverso una botola, dall'edificio volante in cui si trovava, Komaru atterra con un paracadute sul tetto di un ospedale, dove però giungono un gran numero di Monokuma ad attaccarla. Alla fine viene, comunque, salvata da Genocide Jack che, successivamente, si trasforma in Toko Fukawa e le spiega che fa parte della Future Foundation ed è lì per portare in salvo Byakuya, che era stato catturato dai "Monokuma Kids". 
Le due dunque decidono di unirsi per cercare di scappare dalla città e portare in salvo Byakuya. E così le due si avventurano per le varie zone della città, combattendo con la Hacking Gun e le forbici di Genocide Jack contro i Monokuma. Komaru, seppure inizialmente spaventata e sconfortata dalle situazioni complicate e dai continui orrori a cui assiste, col tempo impara ad essere più forte, soprattutto ai continui incoraggiamenti e sproni da parte della compagna Toko. In alcuni luoghi, inoltre, le due ragazze arriveranno man mano ad affrontare in delle arene i Guerrieri della Speranza che tenteranno di ucciderle controllando grossi robot. Distrutti questi, i ragazzini vengono catturati dagli altri "Monokuma Kids" e portati via. Ad un certo punto, poi, le due portano in salvo un Monokuma tutto bianco, che rivela di chiamarsi Shirokuma e a differenza dei suoi simili è dotata di un'intelligenza artificiale al suo interno, e le rassicura di essere innocuo e amichevole, proponendo alle due di seguirlo ad una base segreta dove si erano rifugiati tutti gli adulti che aveva salvato. Attraversando la rete fognaria di Towa City, l'orso le conduce nel rifugio e, più tardi, le presenta ad Haiji Towa, capo della resistenza e figlio del presidente del Gruppo Towa, un potente gruppo che aveva dato un grosso contributo per proteggere Towa City dalla minaccia della disperazione. L'uomo, tuttavia, si dimostra rinunciatario, affermando che non possono fare nulla per contrastare i Monokuma ed i bambini che li comandano, e possono solo rimanere nascosti. Ciò spinge soprattutto Toko ad avere frequenti battibecchi con l'uomo definendolo un codardo, ed in risposta quello assumerà nei confronti delle ragazze un atteggiamento ostile. Quando poi ad un certo punto alcuni Monokuma irrompono improvvisamente nel rifugio ed iniziano a provocare un massacro tra le persone lì, anche se Komaru e Toko riescono a distruggere gli orsi-robot e portare in salvo i superstiti rimasti, tuttavia al termine dell'attacco Haiji le incolpa del fatto che i "Monokuma Kids" hanno scoperto il loro rifugio, accusandole addirittura di essere spie per i bambini, e così le fa catturare e condurre all'interno delle celle. 
Qui, in seguito, Komaru viene raggiunta da Kotoko Utsugi, un'altra dei Guerrieri della Speranza, che la tramortisce e rapisce, ed in seguito la intrappola in un macchinario dove inizia ad abusare di lei. Poco dopo Toko, trasformandosi in Genocide Jack scappa dalla cella, e non appena uscita si imbatte in alcuni "Monokuma Kids" che le mostrano un GPS nel bracciale di Komaru per rintracciare quest'ultima. Sfruttando, dunque, il dispositivo Genocide Jack scopre che la ragazza è intrappolata su un treno, e dopo essere irrotta lì sconfigge tutti i Monokuma e Kotoko, e libera Komaru. 
Successivamente Komaru e Toko si ritrovano ad affrontare anche Kotoko ed il suo robot, sconfiggendolo; prima che la ragazzina segua la stessa sorte dei suoi compagni, e venga portata via dai "Monokuma Kids" stavolta interviene Toko, trasformata in Genocide Jack, a salvarla, per interrogarla su dove tengono intrappolato Byakuya. In soccorso dell'amica giunge, però, Nagisa Shingetsu che interviene affermando che avrebbe permesso a Komaru di andarsene dalla città, arrivando persino ad implorarla, dato che lei e Toko stavano ostacolando la creazione del loro Paradiso. Il ragazzino, dunque, libera Komaru dal bracciale esplosivo che la tratteneva dal poter scappare, e dichiara che le avrebbe condotte nel passaggio segreto per uscire da Towa City. In seguito, scoprono da Nagisa che loro Guerrieri della Speranza erano un tempo compagni in una classe nella Hope's Peak Elementary School, anche se, afferma, i loro problemi e traumi erano causati dai loro genitori e in generale gli adulti. Disperati per la loro condizione senza uscita, Nagisa afferma che lui e gli altri Guerrieri della Speranza avevano deciso di suicidarsi gettandosi dal tetto di un edificio, tuttavia mentre stavano per farlo si erano imbattuti in Junko che li aveva rapiti e, in seguito li aveva spinti a creare il loro paradiso, convincendoli che gli adulti erano Demoni e non era sbagliato ucciderli. Dopo aver ucciso le loro famiglie, e dato inizio alla loro Operazione, tuttavia alla morte di Junko, essi avevano perso la loro guida e il loro piano stava per tramontare. Monaca, un'altra dei Guerrieri della Speranza, costretta sulla sedia a rotelle, però li aveva convinti a portare avanti il "sogno" di Junko, assumendo il ruolo di loro nuova guida, ed infatti, svela, era stata lei a convincerli ad attaccare Towa City.
Alla fine Nagisa conduce Komaru e Toko in un tempio e mostra loro il passaggio segreto, tuttavia irrompe lì Nagito che sta tradendo i Guerrieri della Speranza perché conscio che le intenzioni di Monaca non sono in realtà di costruire il Paradiso, ma di continuare il gioco. Dopo che quello corre via, Nagito rivela a Komaru che aveva fatto un accordo con Toko, che avrebbe dovuta condurla al quartier generale dei Guerrieri della Speranza, ed in cambio lui avrebbe liberato Byakuya. Toko, poi, obbligata da Komaru, confessa che è tutto vero, e, costretta da Nagito, si trasforma in Genocide Jack e la attacca. Alla fine però il serial killer viene sconfitto e, perdendo conoscenza, torna ad essere Toko, che poco dopo, ripresa conoscenza, ammette la sconfitta e spinge Komaru ad andarsene. Nagito, però, le dice che se Komaru fosse andata via non avrebbe potuto garantire la salvaguardia di Byakuya, e così le getta del pepe sul viso facendola starnutire e ritrasformare in Genocide Jack, che tuttavia lo attacca alle gambe con un paio di forbici. Ma mentre il serial killer si appresta ucciderlo, Komaru la ferma ricordandole che aveva promesso a Byakuya che non avrebbe più commesso omicidi così da poter diventare un agente effettivo della Future Foundation. Inoltre dichiara che sarebbe rimasta a Towa City e, in risposta alle forti proteste del serial killer, le dice che è sua amica e non l'avrebbe mai abbandonata. 
Tornate nel nascondiglio, Komaru e Toko salvano Haiji e gli altri da un attacco da un'orda di Monokuma, sfruttando soprattutto Shirokuma che decide di sacrificarsi facendosi colpire dall'Hacking Gun ed esplodere, così da coprire il buco da cui si erano infiltrati i Monokuma. allora, vedendo i superstiti inermi e terrorizzati di subire un altro tragico attacco dai parti degli orso-robot, tiene un discorso in cui li sprona a reagire e combattere la disperazione. Haiji viene persuaso e conduce le ragazze nella fabbrica segreta del Gruppo Towa dove, afferma, si trova l'ultima loro speranza. Qui le ragazze scoprono non solo che vi sono Monokuma a sorvegliare il luogo, ma inoltre tutti loro erano stati costruiti lì; Haiji, infatti, rivela che avevano sviluppato gli orsi-robot per usarli per aiutare le persone di Towa City nelle loro mansioni domestiche e nei lavori manuali pesanti. Arrivati nella parte più profonda del laboratorio, Haiji mostra quindi loro un enorme Monokuma, chiamato Big Bang Monokuma, affermando con esso avrebbero potuto riprendersi la città e sconfiggere i bambini. Dopo aver respinto anche l'attacco di Nagisa, nel frattempo manipolato da Monaca a stare al suo volere e portare avanti il suo piano, col suo robot, Haiji e le ragazze guidano il Big Bang Monokuma in città, respingendo con facilità gli attacchi di massa dei Monokuma che si imbattono in loro. Successivamente l'uomo, dinnanzi agli altri rifugiati raccolti, li sprona a partire al contrattacco e riprendersi la città sconfiggendo i bambini. Temendo le ripercussioni sanguinolente di un eventuale guerra tra adulti e bambini, Shirokuma suggerisce a Komaru e Toko di recarsi al quartier generale dei Guerrieri della Speranza e cercare il dispositivo che controllava tutti i Monokuma, così da disattivarli tutti e scongiurare lo scontro. Dopo essere riuscite ad infiltrarsi nella "Towa Hills", avanzando per le stanze dove alloggiavano i Guerrieri della Speranza, le due ragazze scoprono che i "Monokuma Kids" sono mentalmente controllati tramite i loro caschi di Monokuma. 
Procedendo per i lunghi e bui corridoi dell'edificio, in una stanza le due si imbattono in Kotoko, mentre è in pericolo di vita minacciata da alcuni Monokuma. Dopo averla salvata, la ragazzina per ringraziarle svela che Byakuya è tenuto rinchiuso nel magazzino all'ultimo piano della "Towa Hills", e le chiavi per aprire la cella, ed anche il dispositivo per controllare i Monokuma, sono in possesso di Monaca, nascosta all'interno dell’Excalibur, il dirigibile a forma di palazzo, da cui Komaru era stata lanciata via ad inizio gioco. Arrivate nella sala principale dell’Excalibur, ad attenderle vi sono Kurokuma, una versione totalmente scura di Monokuma, che si dichiara fratello di Shirokuma, e Monaca che rivela che in realtà è capace di camminare ed aveva finto di avere le gambe paralizzate solo, afferma, per suscitare compassione e manipolare gli altri. La ragazzina rivela loro, quindi, di essere stata lei ad usare Nagito per spingere Komaru a non abbandonare Towa City dato che lei è essenziale per il suo piano per il Successore di Junko, e successivamente mostra il controller con cui comanda sia i Monokuma che i "Monokuma Kids", e che aveva sviluppato lei stessa essendo l'amministratrice della sezione Robotica del Gruppo Towa. In seguito, quindi, Monaca con un altro controller chiama a sé un gigantesco robot composto con parti degli altri robot e, guidandolo assieme a Kurokuma, attacca le due ragazze.
Alla fine, però, le due sconfiggono anche il suo robot e, nella distruzione dello stesso rimane coinvolto Kurokuma, la cui testa vola via dalla finestra, mentre Monaca, sconfitta, è costretta a consegnare il controller alle due. Komaru, tuttavia, esita nel distruggere il controller, e Monaca strategicamente fa dichiarazioni contraddittorie per confonderla ancor di più. Improvvisamente irrompe nella stanza Haiji che spinge Komaru a distruggere il controller affermando che lui e tutti gli altri adulti, che stanno assistendo a tutto ciò che accade attraverso un maxischermo, erano stati spinti a reagire e combattere grazie al suo discorso che aveva dato loro coraggio e, soprattutto, speranza. Vista l'indecisione della ragazza, allora Haiji costringe Monaca a confessare che, dopo aver subito l'influenza di Junko, aveva adoperato l'intero settore di Robotica per la produzione di massa di Monokuma, che Junko aveva poi adoperato per scatenare La Tragedia. Quando però, dopo la morte di Junko, il padre aveva deciso di smettere di produrre i Monokuma e collaborare con gli Ultimate Disperazione, allora Monaca, per vendetta, aveva manipolato i Guerrieri della Speranza e i "Monokuma Kids" a distruggere Towa City, con il falso pretesto di costruire il Paradiso per bambini. Quando, poi, Komaru viene nuovamente esortata da Haiji a distruggere il controller, interviene Kotoko che afferma che se l'avesse fatto non solo sarebbero stati disattivati i Monokuma, ma i caschi dei "Monokuma Kids" sarebbero esplosi, uccidendoli e decapitandoli tutti. Nella concitazione dei battibecchi tra Haiji e Kotoko per convincere Komaru, interviene Toko che intuisce che le vere intenzioni di Monaca, distruggendo il controller e uccidendo tutti i bambini, sono che così facendo si sarebbe scatenata una guerra tra Towa City e la Future Foundation, la quale avrebbe creduto che gli adulti sopravvissuti fossero responsabili e, scoprendo anche la verità riguardo alla produzione dei Monokuma da parte del Gruppo Towa, li avrebbero considerati membri dell' Ultimate Disperazione e avrebbero distrutto l'intera città. Come ammette la Monaca, il suo piano era stato appunto usare Komaru per trasformarla nella speranza per gli adulti della città, spingendoli a reagire e nutrire senso di vendetta, e rendendoli "Demoni" incuranti di uccidere bambini. Tuttavia il suo vero intento, come rivela, non è diventare il Successore di Junko Enoshima, ma bensì fare in modo che ad esserlo sia Komaru, cosicché uccidendo tutti i bambini e facendo scatenare la guerra, sarebbe diventata il Simbolo della Disperazione, portando immensa disperazione nella società proprio in quanto sorella di Makoto, Simbolo di Speranza. Per convincerla, allora, a distruggere il controller le mostra le immagini di due cadaveri impiccati che Komaru riconosce come quelli dei suoi genitori. Atterrita dalla disperazione, e colma di collera e vendetta, Komaru si appresta a distruggere il controller, ma viene fermata in tempo da Toko che prende il telecomando con sé. Quando, poi, Monaca tenta di persuaderla a darle il controller per avere in cambio la chiave per la cella di Byakuya, la ragazza risponde che non avrebbe mai potuto scegliere di lasciare uno tra lui e Komaru indietro dato che entrambi sono importanti per lei; così, dunque, fa da scudo col corpo al controller, proteggendolo dal tentativo di Haiji di prenderlo con sé.
Improvvisamente appare il Big Bang Monokuma che colpisce violentemente l'edificio per distruggerlo. Mentre tutti scappano dal crollo dell' Excalibur, Monaca rimane lì e viene travolta dalle macerie. Nel frattempo Toko, prende con sé Komaru ancora sconvolta, e portandola fuori la schiaffeggia per farla riprendere, e dopo essersi fatta colpire in cambio, l'abbraccia affermando che come amiche l'una ci sarebbe stata sempre per l'altra. Le fa notare, poi, che non hanno la certezza che i due corpi visti siano i suoi genitori, e la convince dunque a non sottostare al gioco di Monaca e salvare sia i bambini che gli adulti. Le due ragazze, così, affrontano il Big Bang Monokuma e riescono a sconfiggerlo; nella distruzione del robot, si scopre che alla sua guida vi era Shirokuma, la cui testa vola giù. Prima della totale distruzione dell’Excalibur, Komaru si fa consegnare le chiavi della cella di Byakuya, ignorando i tentativi di Monaca di provocarla e manipolarla, e la ragazzina, abbandonata al disotto le macerie anche da Kotoko e Haiji, si dispera per il fatto che alla fine né la speranza né la disperazione aveva vinto, ed esplode in una disperata risata mentre il dirigibile va distrutto. 
Più tardi, poi, si scopre che Nagito l'ha portata in salvo e, caricandosela in spalla, afferma che anche lui non è soddisfatto dall'esito degli eventi e che avrebbe voluto assistere ad una guerra in cui la speranza avrebbe prevalso, e dunque dichiara che l'avrebbe trasformata nel degno Successore di Junko Enoshima. Allo stesso tempo Izuru Kamukura, entrato in città, carica su un carrello le teste di Shirokuma e Kurokuma, che si scopre che entrambi hanno al loro interno l'intelligenza artificiale di Junko Enoshima, e il ragazzo li distrugge strappando gli hard drive contenenti l'intelligenza artificiale dalle loro teste, così da poter dar inizio agli eventi di Danganronpa 2: Goodbye Despair.
Nel frattempo Komaru, così come comunica in un messaggio che fa inviare da Byakuya, al fratello Makoto, decide di restare a Towa City così da scongiurare una guerra tra bambini ed adulti, ed anche che la Future Foundation irrompesse in città per eliminarli tutti, cercando di insabbiare tutto ciò che è successo. Inoltre, anche se inizialmente contraria, alla fine Toko aveva accettato le sue intenzioni, ed aveva deciso di rimanere al suo fianco.

## Modalità di gioco
Danganronpa Another Episode si distingue di parecchio rispetto a Trigger Happy Havoc e Goodbye Despair. Abbandonato lo stile visual novel dei titoli principali, il gioco si presenta come uno sparatutto in terza persona in cui si vestono i panni di Komaru Naegi. Armata dell’Hacking Gun ricevuta da Byakuya ad inizio gioco, compito del giocatore sarà dunque far adoperare alla protagonista l'arma per combattere e distruggere i nemici, in particolare i vari Monokuma sparsi per la città. L'Hacking Gun può adoperare diversi categorie di pallottola, ciascuna delle quali però ha un numero limitato di munizioni, e, nel corso del gioco, sarà possibile sbloccare:
- Break: la pallottola standard dell'Hacking Gun. L'arma sparerà una sfera di energia elettromagnetica blu che può compiere un discreto danno contro i Monokuma e gli altri nemici. Se si effettuerà l'uccisione istantanea di un Monokuma, colpendo il suo occhio sinistro rosso, la successiva pallotola da sparare sarà più potente e può permettere al giocatore di compiere un'altra uccisione repentina.
- Move: l'Hacking Gun sparerà una palla d'energia verde capace di sbloccare le porte o far attivare alcuni macchinari (come i Monoku-man, cabinati che mostrano alcuni mini-giochi che il giocatore può portare a termine per andare avanti ed ottenere una valutazione maggiore nel resoconto al termine del capitolo). È utile, inoltre, anche per aggirare dispositivi come le Monomono Machine. Il numero di pallottole utilizzabili sono illimitate.
- Dance: Il nemico colpito da tale pallottola inizierà a ballare senza sosta. Essa è utile per immobilizzare i Monokuma e avere il tempo di eliminarli con un solo colpo all'occhio sinistro col Break.
- Detect: Con essa Komaru può rendere visibile alcune scritte composte dai "Monokuma Kids" con vernice gialla (infatti nelle zone in cui si dovrà usare per risolvere enigmi e sfide, sarà possibile trovare barattoli di vernice). È necessario anche per rivelare le icone dei Guerrieri della Speranza nascoste nei luoghi (e che saranno inizialmente visibili solo tramite piccoli punti brillanti verso cui puntare l'Hacking Gun)
- Knockback: Viene sparata un'onda d'urto che respinge all'indietro i Monokuma. Con esso è, ad esempio, possibile privare i Guard Monokuma dei loro scudi, far cadere ed esplodere i Bomber Monokuma, oppure far roteare via i Ball Monokuma.
- Paralyze: È una palla di scarica elettrica che può paralizzare e distruggere il Monokuma colpito e se nelle vicinanze di quest'ultimo vi sono altri orsi, anch'essi verranno coinvolti. Il danno sarà maggiore e coinvolgerà più nemici se si trovano all'interno di pozze d'acqua, tuttavia se Komaru è troppo vicina ai nemici colpiti, anch'ella subisce un danno e perde un punto HP.
- Burn: L'Hacking Gun spara palle di fuoco capaci di coprire una maggiore gittata e velocità rispetto al Break, anche se a differenza di quest'ultimo il danno inferto sarà molto inferiore e per eliminare un Monokuma occorreranno molte più pallottole.
- Link: Pallotola che rende possibile aggirare i cervelli cibernetici e controllare i Monokuma, anche se è più consigliata per risolvere enigmi, piuttosto che per il combattimento

Durante il gioco ci si imbatterà in vari tipi di Monokuma, che potranno dar man mano maggior filo da torcere al giocatore. Oltre ai Monokuma standard vi saranno, infatti i:
- Bomber Monokuma: Vestito da artificiere, e lancia granate. Quando viene sconfitto, occorre mantenere le distanze dato che, cadendo, fa esplodere tutto lo zaino di granate alle sue spalle, e vi è il rischio di rimanere coinvolti nell'esplosione.
- Guard Monokuma: Essi sono dotati di un casco e giubbotto anti-proiettile e si proteggono con uno scudo balistico con cui si proteggono dai colpi (sarà quindi impossibile colpirlo col Break e il Burn, prima di aver fatto volare via lo scudo col Knockback) e colpiscono il giocatore se troppo vicino.
- Siren Monokuma: Esemplare dotato, appunto, di una sirena che attira altri Monokuma. Usando Dance su di esso è possibile usare tale peculiarità per distruggere contemporaneamente più orsi.
- Junk Monokuma: È una versione deforme di Monokuma, che può compiere danni maggiori e che impiegherà più pallottole per essere sconfitto di un comune Monokuma.
- Ball Monokuma: È un Monokuma di forma sferica che getterà contro Komaru cumuli di spazzatura che ostacoleranno la visuale del giocatore e di tanto può danneggiarne la barra HP. Usando Knockback è possibile farlo rotolare e scagliarlo contro altri Monokuma, per distruggerli.
- Beast Monokuma: Versione più grande e quadrupede di Monokuma. Reso aggressivo dal canto dei "Monokuma Kids", sono molto veloci e riescono ad evitare le pallottole di Komaru (tranne quelle Burn).

Ad affiancare Komaru per tutto il gioco vi sarà Toko Fukawa, e il giocatore potrà passare a guidare quest'ultima, che, adoperando una pistola elettrica, è capace di trasformarsi in Genocide Jack, che colpirà i nemici con le sue forbici; con l'aumentare delle combo si riempirà la barra del FEVER, che una volta raggiunto il massimo permette al serial killer di compiere una mossa speciale capace di distruggere più nemici contemporaneamente. Genocide Jack sarà letteralmente immortale e non subirà alcun danno dai nemici, tuttavia potrà essere usato solo per un periodo limitato di tempo, contrassegnato dalla barra al disotto di quello della salute di Komaru, che indica il numero di batterie della pistola elettrica di Toko. Se il giocatore esaurisce la barra degli HP di Komaru, quando il nemico sta per darle il colpo di grazia, è possibile salvarla ed evitare il Game Over grazie a Toko, che userà una delle batterie della pistola elettrica per spingere via il nemico e salvare l'amica.
Nel corso del gioco, distruggendo dei Monokuma, sarà possibile ottenere dei "Monokuma Coins" da poter spendere presso delle bancarelle gestite da alcuni "Monokuma Kids" che venderanno potenziamenti dei vari tipi di pallottola dell'Hacking Gun e miglioramenti vari anche per gli attacchi di Genocide Jack. In alternativa, durante i capitoli, esplorando i luoghi di gioco sarà comunque possibile trovare potenziamenti vari ed utili.

## Personaggi
- Komaru Naegi: protagonista del gioco. È una giovane adolescente all'inizio molto insicura di sé, tant'è che si definirà una ragazza noiosamente normale e senza alcuna caratteristica rilevante. Dopo essere stata liberata dalla prigionia dopo 1 anno e mezzo si ritrova a dover affrontare i Guerrieri della Speranza e i Monokuma per poter sopravvivere, e col tempo avrà modo di crescere e diventare sempre più forte e coraggiosa.
- Toko Fukawa: è una dei sopravvissuti agli eventi di Trigger Happy Havoc. Ex studentessa della Hope's Peak, col titolo di Ultimate Scrittrice Prodigio, è una ragazza che per nascondere i suoi complessi d'inferiorità e il suo disagio sociale, assume un atteggiamento aspro e paranoico nei confronti delle altre persone. Ha un disturbo dissociativo dell'identità che ha portato alla creazione della sua altra personalità, Genocide Jack, famigerato e pericoloso serial killer . A differenza del primo titolo, tuttavia, è molto più forte caratterialmente ed infatti sprona continuamente Komaru ed anche gli altri personaggi, nei momenti più duri e difficili.
- Byakuya Togami: altro sopravvissuto al gioco di uccisioni nella Hope's Peak. È l' Ultimate Ricca Progenie, unico erede della Togami Corporation, entra a far parte della Future Foundation. In seguito ad una segnalazione anonima, egli intraprende una missione entrando a Towa City per portare in salvo Komaru, tuttavia lui ed altri agenti dell'organizzazione finiscono vittima di un'imboscata e il ragazzo finisce per diventare ostaggio dei Guerrieri della Speranza.
- Monaca: antagonista principale del gioco. È una ragazzina che per gran parte del gioco è vista su una sedie a rotelle. Nonostante il suo aspetto e i suoi atteggiamenti da bambina pura, innocente, ingenua e amorevole, è in realtà molto intelligente, astuta, sadica e manipolatrice, arrivando ad usare per i suoi scopi anche i suoi amici dei Guerrieri della Speranza.
- Haiji Towa: figlio di Tokuichi Towa, presidente del Gruppo Towa, e capo della resistenza degli adulti rifugiati nella base segreta. Non avendo, però, alcun mezzo di combattimento per quasi tutto il gioco predica la prudenza e spinge gli altri ad essere costretti a rimanere chiusi lì, temendo che uscire fuori avrebbe significato morte certa.
- Masaru Daimon: è un ragazzino alquanto atletico e sportivo, ex Piccolo Ultimate Educazione Fisica alla Hope's Peak Elementary School. Si definisce il leader dei Guerrieri della Speranza, anche se ha un carattere molto immaturo. Ha un passato traumatico, legato al padre alcolizzato che era solito malmenarlo.
- Jataro Kemuri: bambino che porta sempre una maschera di cuoio a coprirgli il volto, e che ha il titolo di Piccolo Ultimate Arte. Ha un carattere alquanto bizzarro, che è solito perdersi in discorsi e osservazioni lunghe e, il più delle volte, privi di coerenza, ed ama considerarsi odiato da tutti, anche dagli altri Guerrieri della Speranza.
- Kotoko Utsugi: è una ragazzina che ama le cose dolci ed adorabili, ed ha spesso un buffo e strano modo di parlare. Essendo l'ex Piccolo Ultimate Teatro è molto brava, spesso, a nascondere il suo vero umore e i suoi atteggiamenti, anche se comunque è molto sensibile all'ambito sessuale, essendo stata costretta fin da piccola a prostituirsi, ed infatti a sentire la parola "gentile" scoppia a piangere ed urlare, ricordando degli abusi subiti.
- Nagisa Shingetsu: è il Piccolo Ultimate Scienze Sociali anche se, come afferma lui stesso, è specializzato in tutti gli ambiti di studio. Egli è, infatti, il più maturo e responsabile dei Guerrieri della Speranza, con un atteggiamento sempre calmo e serio, in particolare nella missione di costruire il Paradiso solo per bambini, per cui sente di avere su di sé grandi aspettative per la riuscita di tale missione.
- Shirokuma: è un Monokuma col corpo tutto bianco. Avendo un'intelligenza artificiale dentro di sé, è capace di pensare razionalmente, e si presenta con un atteggiamento gentile, dolce e amichevole, e si occupa di andare in giro per la città per salvare gli adulti e portarli in salvo al rifugio segreto.
- Kurokuma: Monokuma del tutto scuro di colore. Anch'egli è dotato di un'intelligenza artificiale dentro di sé, e assume il ruolo di Consigliere dei Guerrieri della Speranza, anche se, a causa del suo essere eccessivante logorroico e dire innumerevoli cose senza senso, è odiato dai bambini che lo invitano continuamente a tacere.
- Servo (Nagito Komaeda): è un individuo che afferma di essere stato catturato e di essere servo dei Guerrieri della Speranza, e che quindi subisce tutte le angherie e gli insulti dei ragazzini nei suoi confronti. In realtà è diretto partecipe delle vicende del gioco, collaborando molto strettamente con Monaca nei suoi piani, seppure dichiara di supportare, come sempre, la speranza.

## Ultra Despair Hagakure
È una light novel, che è possibile sbloccare una volta completato per la prima volta il gioco. Il racconto ha per protagonisti Yasuhiro Hagakure, altro sopravvissuto agli eventi di Trigger Happy Havoc diventato agente della Future Foundation, e Kanon Nakajima, cugina di Leon Kuwata, altro personaggio del primo titolo, del quale la ragazza è innamorata in maniera smisurata ed ossessiva, seppure più volte respinta.
Non appena arrivato a Towa City, egli si separa dal resto della sua squadra, in cerca di qualche cosa da rubare per gli edifici abbandonati della città per rivenderli e saldare il grosso debito economico che ha. Dopo essere irrotto in un edificio, facendo suonare l'allarme, Hiro viene quasi aggredito ed ucciso da un Monokuma, tuttavia viene salvato appena in tempo da Kanon. Questa, non appena sente che Hiro è della Future Foundation, reagisce in maniera strana e decide di unirsi a lui alla ricerca degli altri agenti.
Mentre dunque i due avanzano per le strade della città, Kanon rivela di essere stata imprigionata per un anno e mezzo nello stesso appartamento di Komaru, e nella spedizione che ha portato alla liberazione di quest'ultima, anch'ella era riuscita a scappare dalla sua prigionia, ed aveva preso con sé un Hacking Gun da uno degli agenti che erano stati uccisi dai Monokuma; successivamente, poi, era stata catturata dai Guerrieri della Speranza e trasformata in una vittima del loro Demon Hunting. Così Kanon, sfruttando l'Hacking Gun, si sbarazza facilmente di tutti i Monokuma in cui si imbattono, tuttavia, una volta arrivati nel luogo dove si trovava l'elicottero della Future Foundation, Hiro e la ragazza scoprono che è andato distrutto. Col passare dei giorni, i due decidono dunque di cercare di uscire dalla città cercando un ponte, tuttavia una volta arrivati lì assistono alla sua distruzione. Subito dopo i due si imbattono in Kotoko Utsugi che tenta di aggredirli col suo robot, tuttavia Kanon, avendo finito le munizioni dell'Hacking Gun, con un'abile mossa sottomette fisicamente la ragazzina e la lega con i suoi calzini per interrogarla. Quest'ultima, però, non dà loro quasi alcuna informazione, e viene in seguito tratta in salvo da Masaru Daimon e il suo robot, ed Hiro e Kanon sono dunque costretti a scappare.
Dopo aver seminato i due Guerrieri della Speranza i due si rifugiano all'interno di un appartamento. Qui, mentre Kanon è in bagno, Hiro, frugando nella sua borsa, trova un quadernino in cui scopre dell'ossessione della ragazza per il cugino Leon e, soprattutto, che quella incolpa della sua morte la Future Foundation. Temendo che ella abbia intenzioni vendicative, il ragazzo si mantiene circospetto nei confronti di Kanon. Alla fine, però, mentre i due avanzano per i tunnel sotterranei della metropolitana e Kanon nota il suo strano comportamento, Hiro abbandona il suo atteggiamento paranoico e decide di chiederle direttamente cosa pensa della Future Foundation. Kanon, tuttavia, in un raptus di rabbia, salta addosso ad Hiro e tenta di strangolarlo, ma prima che possa ucciderlo viene aggredita e costretta a combattere nuovamente contro Kotoko e il suo robot. Dopo essere stata gravemente ferita alla gamba, la ragazza viene, tuttavia, sconfitta da Kotoko che in seguito inizia a molestarla (con la versione miniaturizzata del macchinario usato contro Komaru) lasciandola morire lentamente. Hiro, comunque, riesce a salvare Kanon facendo muovere un treno in corsa contro il robot di Kotoko, tuttavia quest'ultima subito dopo parte al contrattacco e si appresta ad ucciderlo, ma fallisce dopo che Kanon le scaglia contro una delle palle di cristallo del giovane, disarmandola del controller. In aiuto della ragazzina, in seguito, giunge nuovamente Masaru e il suo robot, e dopo aver riottenuto il suo controller, assieme al compagno partono nuovamente all'inseguimento di Hiro e Kanon. Alla fine, Hiro dopo una disperata fuga, caricandosi in braccio la ragazza, riesce a scappare dai Guerrieri della Speranza sfruttando un fortuito crollo di un tunnel.
Infine, una volta in salvo, Kanon rivela ad Hiro che, seppure avrebbe continuato a cercare la Future Foundation, afferma di non essere più sicura di volersi vendicare contro di loro per la morte di Leon. Quando poi il compagno la conforta dicendole che, essendo stata catturata e imprigionata per servire da movente per il gioco d'uccisioni, il cugino ci teneva sul serio a lei, afferma di sperare che gli altri agenti siano brave persone come lui, e assieme decidono di ritornare a Towa City.

## Adattamenti
Dal gioco sono stati tratti due serie manga. Il 27 gennaio 2015 è uscito per la prima volta in Giappone, attraverso la rivista Dengeki Maoh della Kadokawa Shoten, Zettai Zetsubō Shōjo: Danganronpa Another Episode - Genocider Mode, composto da Machika Minami, che racconta le vicende del gioco attraverso il punto di vista di Toko Fukawa e Genocide Jack. Circa un mese dopo, il 20 febbraio, pubblicato sulla Famitsu Comic Clear della Enterbrain, è poi uscito l'adattamento manga diretto del gioco, Zettai Zetsubou Shoujo Danganronpa Another Episode Manga, illustrato da Touya Hajime.